# 種內競爭

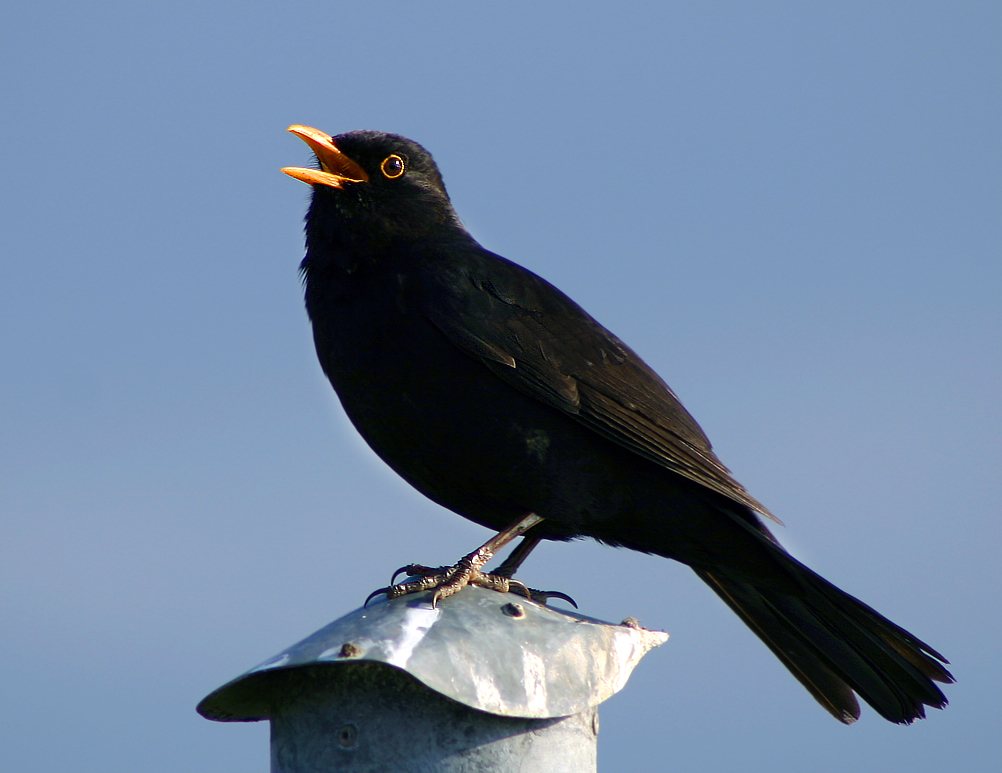
雄性乌鸫鸣叫是在保护自己的领地。

种內競争，亦称种内斗争，指同种生物个体之间的生存竞争，达尔文认为同种生物由于要求相同的生活条件，竞争是最激烈的，提出种內競争是自然选择的重要基础。
例如爭取食物來源、爭取地盤或是交配機會。如蚱蜢，一群蚱蜢中的各个个体取食同样的食物，虽然互不干扰，但每一个个体都对其他个体的取食造成负面影响。
种内競争对群体的数量也有很大影响，如果群体密度过大，种内競争会变得非常激烈，有限的食物只能允许最能适应的个体存活，雄性间的競爭使得只有最强壮的才能生育后代。